# Chinesische Nationalspiele 2005/Badminton
Bei den Chinesischen Nationalspielen 2005 wurden vom 9. bis zum 23. Oktober
2005 in Jiangsu im Badminton fünf Einzel- und zwei Teamwettbewerbe ausgetragen.

## Sieger und Finalisten
| Disziplin    | Gold               | Silber                  |
| ------------ | ------------------ | ----------------------- |
| Herreneinzel | Lin Dan            | Bao Chunlai             |
| Dameneinzel  | Jiang Yanjiao      | Gong Ruina              |
| Herrendoppel | Zhang Jun Cai Yun  | Fu Haifeng Chen Qiqiu   |
| Damendoppel  | Gao Ling Wei Yili  | Yang Wei Zhang Jiewen   |
| Mixed        | Zheng Bo Huang Sui | Chen Qiqiu Zhang Jiewen |
| Herrenteam   | Jiangsu            | Guangdong               |
| Damenteam    | Hunan              | Guangdong               |